# Consejo Superior de la Magistratura (Italia)

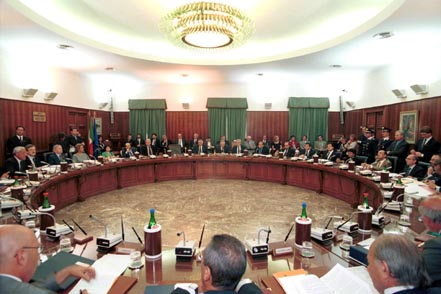
Consejo Superior de la Magistratura.

El Consejo Superior de la Magistratura (Consiglio Superiore della Magistratura, CSM) es, en Italia, un órgano de relevancia constitucional y el órgano de autogobierno del Poder Judicial (magistratura). Tiene como objetivo garantizar la independencia y autonomía de la magistratura respecto de los otros poderes del Estado, en especial el ejecutivo. 
El CSM se regula en la Ley 195/1958, de 24 de marzo, y en el Decreto del Presidente de la República número 916/1958, de 16 de septiembre; así como en el reglamento interno aprobado por el mismo órgano de autogobierno.

## Evolución histórica
El Consejo Superior de la Magistratura es mencionado por primera vez en el artículo 4 de la Ley 511 de 1907, que lo constituye en el seno del Ministerio de Justicia, fundamentalmente como órgano consultivo. Ese mismo año, el gobierno de Giovanni Giolitti acordó la ley 689, que configuró y encuadró el nuevo órgano de manera más completa, manteniendo su subordinación al ejecutivo. Las funciones del Consejo se mantuvieron sin cambios importantes hasta la Constitución de la República, donde el órgano consultivo-administrativo sujeto al Ministerio se transforma en el órgano de autogobierno de la magistratura. En la actualidad, el Consejo tiene su sede en el Palazzo dei Marescialli, en Roma.

## Funciones
Las funciones que realiza el Consejo son administrativas, pero las ejerce sin sujetarse al poder ejecutivo. Ocupa el vértice en la estructura burocrática encargada de la administración de la jurisdicción y, como tal, gestiona el personal judicial, decidiendo sobre "las admisiones, destinos y traslados, ascensos y medidas disciplinarias relativas a los magistrados", según el artículo 105 de la Constitución de Italia; también organiza los Departamentos judiciales, a fin de garantizar que todo juez esté sujeto, al ejercer sus funciones, sólo y exclusivamente a la Ley.
Tiene además cierta capacidad normativa, en virtud de la cual puede adoptar su reglamento interno y reglamento de administración y contabilidad; el reglamento para las prácticas de los auditores judiciales, que regula las prácticas de los magistrados que ingresan en la carrera judicial; y circulares, resoluciones y directivas para el ejercicio de sus funciones.

## Composición
Tras la reforma de la Ley que regula el CSM por la Ley 44/2002, de 28 de marzo, el Consejo está formado por veintisiete miembros. De ellos, tres son miembros de derecho, de acuerdo con el art. 104 de la Constitución: el presidente de la República y el primer presidente y el procurador general del Tribunal de Casación. De los restantes veinticuatro, ocho (llamados "laicos") son escogidos por el Parlamento; los diecisésis restantes ("togados"), por los propios magistrados.
Los miembros son elegidos por un período de cuatro años y está prohibida la reelección inmediata.